# Ibrahim Said
Ibrahim Said (født 15. juni 2002) er en nigeriansk fodboldspiller, der spiller for Motherwell FC. Said startede karrieren på Dabo Babe Academy i Nigeria og har flere optrædener på de nigerianske ungdomslandshold. Han skiftede i efteråret 2020 til Viborg FF på en fireårig aftale. Sidenhen har Said forlænget sin kontrakt med Viborg frem til 2026.
I 2019 var han med til U17 VM for Nigeria, hvor han spillede alle kampe, og gjorde sig særligt bemærket, da han scorede hattrick i holdets 3-2-sejr over Ecuador.
Said kan spille centralt på den offensive del af midtbanen og som kantangriber.